# Piłka siatkowa na igrzyskach panamerykańskich
Piłka siatkowa na igrzyskach panamerykańskich pojawiła się podczas drugiej edycji tych Igrzysk, czyli w roku 1955. Mecze siatkówki rozgrywane są zarówno wśród mężczyzn jak i kobiet.

## Mężczyźni
| Rok / Miejsce       | Złoto             | Srebro            | Brąz      |
| ------------------- | ----------------- | ----------------- | --------- |
| 1955 Meksyk         | Stany Zjednoczone | Meksyk            | Brazylia  |
| 1959 Chicago        | Stany Zjednoczone | Brazylia          | Meksyk    |
| 1963 São Paulo      | Brazylia          | Stany Zjednoczone | Argentyna |
| 1967 Winnipeg       | Stany Zjednoczone | Brazylia          | Kuba      |
| 1971 Cali           | Kuba              | Stany Zjednoczone | Brazylia  |
| 1975 Meksyk         | Kuba              | Brazylia          | Meksyk    |
| 1979 San Juan       | Kuba              | Brazylia          | Kanada    |
| 1983 Caracas        | Brazylia          | Kuba              | Argentyna |
| 1987 Indianapolis   | Stany Zjednoczone | Kuba              | Brazylia  |
| 1991 Hawana         | Kuba              | Brazylia          | Argentyna |
| 1995 Mar del Plata  | Argentyna         | Stany Zjednoczone | Kuba      |
| 1999 Winnipeg       | Kuba              | Brazylia          | Kanada    |
| 2003 Santo Domingo  | Wenezuela         | Kuba              | Brazylia  |
| 2007 Rio de Janeiro | Brazylia          | Stany Zjednoczone | Kuba      |
| 2011 Guadalajara    | Brazylia          | Kuba              | Argentyna |
| 2015 Toronto        | Argentyna         | Brazylia          | Kanada    |
| 2019 Lima           | Argentyna         | Kuba              | Brazylia  |
| 2023 Santiago       | Brazylia          | Argentyna         | Kolumbia  |

### Klasyfikacja medalowa mężczyzn
| L.p. | Kraj              | Gold | Silver | Bronze | Razem |
| ---- | ----------------- | ---- | ------ | ------ | ----- |
| 1.   | Kuba              | 5    | 5      | 3      | 13    |
| 2.   | Brazylia          | 5    | 7      | 5      | 17    |
| 3.   | Stany Zjednoczone | 4    | 4      | -      | 8     |
| 4.   | Argentyna         | 3    | -      | 4      | 7     |
| 5.   | Wenezuela         | 1    | -      | -      | 1     |
| 6.   | Meksyk            | -    | 1      | 2      | 3     |
| 7.   | Kanada            | -    | -      | 3      | 3     |

## Kobiety

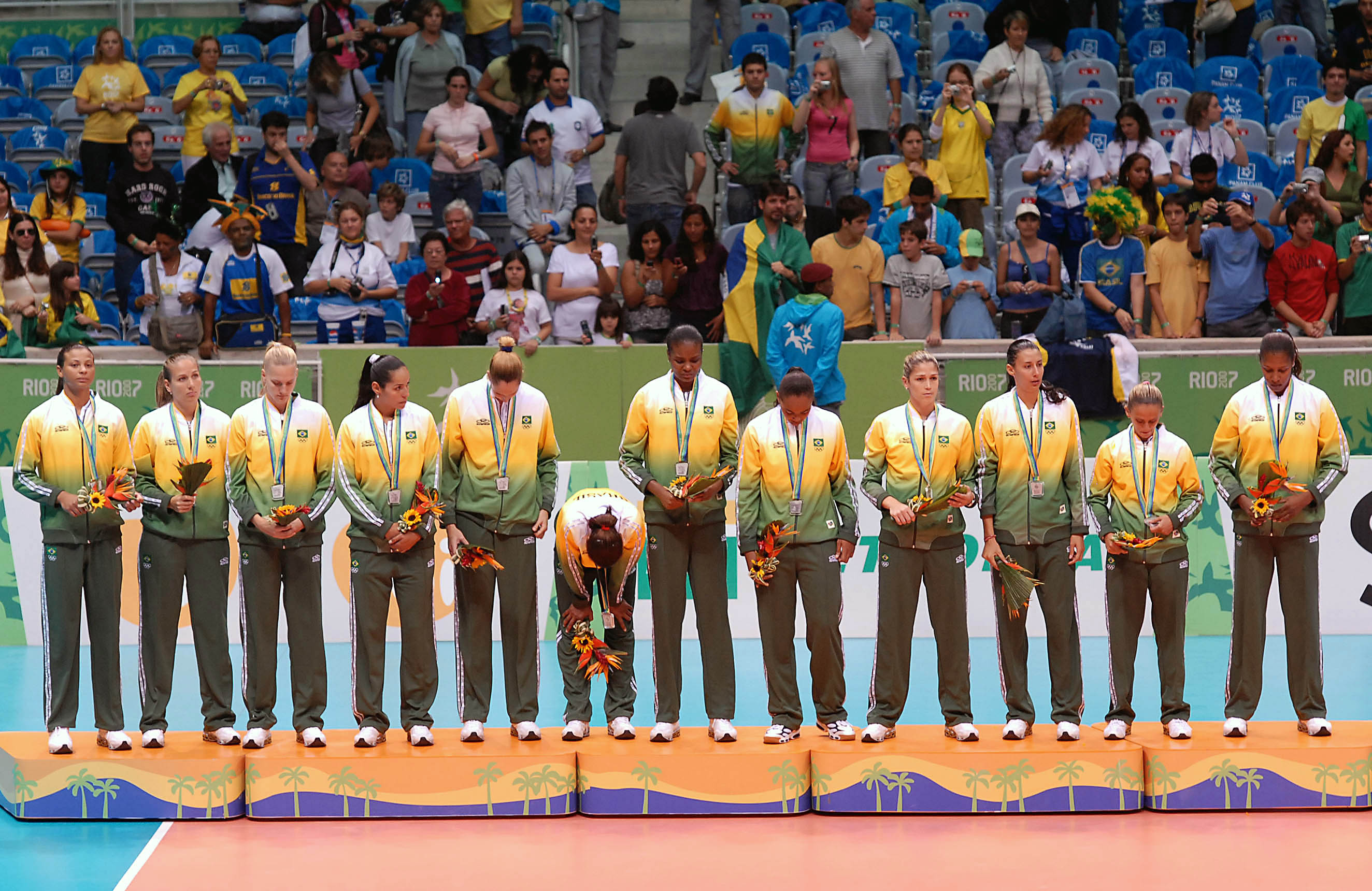
Reprezentantki Brazylii srebrnymi medalistkami Igrzysk Panamerykańskich 2007

| Rok / Miejsce       | Złoto             | Srebro            | Brąz              |
| ------------------- | ----------------- | ----------------- | ----------------- |
| 1955 Meksyk         | Meksyk            | Stany Zjednoczone | Brazylia          |
| 1959 Chicago        | Brazylia          | Stany Zjednoczone | Peru              |
| 1963 São Paulo      | Brazylia          | Stany Zjednoczone | Meksyk            |
| 1967 Winnipeg       | Stany Zjednoczone | Peru              | Kuba              |
| 1971 Cali           | Kuba              | Peru              | Meksyk            |
| 1975 Meksyk         | Kuba              | Peru              | Meksyk            |
| 1979 San Juan       | Kuba              | Peru              | Brazylia          |
| 1983 Caracas        | Kuba              | Stany Zjednoczone | Peru              |
| 1987 Indianapolis   | Kuba              | Peru              | Stany Zjednoczone |
| 1991 Hawana         | Kuba              | Brazylia          | Peru              |
| 1995 Mar del Plata  | Kuba              | Stany Zjednoczone | Kanada            |
| 1999 Winnipeg       | Brazylia          | Kuba              | Stany Zjednoczone |
| 2003 Santo Domingo  | Dominikana        | Kuba              | Stany Zjednoczone |
| 2007 Rio de Janeiro | Kuba              | Brazylia          | Stany Zjednoczone |
| 2011 Guadalajara    | Brazylia          | Kuba              | Stany Zjednoczone |
| 2015 Toronto        | Stany Zjednoczone | Brazylia          | Dominikana        |
| 2019 Lima           | Dominikana        | Kolumbia          | Argentyna         |
| 2023 Santiago       | Dominikana        | Brazylia          | Meksyk            |

### Klasyfikacja medalowa kobiet
| L.p. | Kraj              | Gold | Silver | Bronze | Razem |
| ---- | ----------------- | ---- | ------ | ------ | ----- |
| 1.   | Kuba              | 8    | 3      | 1      | 12    |
| 2.   | Brazylia          | 4    | 3      | 2      | 9     |
| 3.   | Stany Zjednoczone | 2    | 5      | 5      | 12    |
| 4.   | Dominikana        | 2    | -      | 1      | 3     |
| 5.   | Meksyk            | 1    | -      | 3      | 4     |
| 6.   | Peru              | -    | 5      | 3      | 8     |
| 7.   | Kolumbia          | -    | 1      | -      | 1     |
| 8.   | Kanada            | -    | -      | 1      | 1     |
| 8.   | Argentyna         | -    | -      | 1      | 1     |